# Vindula meforica
Vindula meforica är en fjärilsart som beskrevs av Hans Fruhstorfer 1906. Vindula meforica ingår i släktet Vindula och familjen praktfjärilar. Inga underarter finns listade i Catalogue of Life.